# Jean-François Pauvros
Pour les articles homonymes, voir Pauvros.
Jean-François Pauvros est un musicien français, guitariste électrique et improvisateur né le 19 octobre 1947 à Hautmont dans le Nord. Il est le frère de Rémi Pauvros. Il a été professeur de français avant de vivre de la musique, et a commencé sa carrière en jouant dans les bals.

## Biographie
Il a été influencé par des guitaristes comme Jimmy Page, Sonny Sharrock ou Derek Bailey, et peut-être par Lightnin' Hopkins et Charlie Christian. 
Il participe au groupe Moebius avec Gaby Bizien et Philippe Deschepper. Le découvreur de talents français Jef Gilson enregistre un premier disque de Pauvros avec Gaby Bizien en duo dont la musique est proche de la free music britannique. Il rencontre Siegfried Kessler avec qui il enregistre Phoenix 14 en 1978.
En 1978, au théâtre Mouffetard, « occupé » par La Compagnie Lubat, il joue avec la chanteuse Aude Cornillac et rencontre le trompettiste Jac Berrocal avec qui il forme le groupe Catalogue (où le batteur Gilbert Artman succède à Jean-Pierre Arnoux). Hathut Records publie le premier disque du groupe intitulé Pénétration.
Jean-François Pauvros enregistre en 1985 pour les disques nato Le Grand Amour avec le guitariste Arto Lindsay (ex DNA), le chanteur Ted Milton du groupe Blurt et le batteur Terry Day ; en 1988 sort sur cette même étiquette Hamster Attack avec le batteur Julian Fenton, la chanteuse Mary Genis et les saxophonistes Evan Parker et Stan Sulzmann entre autres.
Son nomadisme musical l'a conduit au Japon (avec le poète Gozo Yoshimasu), aux États-Unis (avec Jonathan Kane et Ernie Brooks), au Chili (Ultima Round) ou encore en Éthiopie.
Il a joué avec David Holmes et Elliott Sharp, Tony Hymas, George Lewis, Jacques Thollot, Rhys Chatham et les 100 Guitares. Avec Mary Genis, il crée un groupe de steel drum qui comprendra aussi le tromboniste de reggae Rico Rodriguez.
Il fonde les groupes Marteau Rouge avec le preneur de sons Jean-Marc Foussat et le batteur Makoto Sato, "les quatre filles de l'industrie" avec Jean-François Binet, Jean-Marie Messa, Jean Nirouet, Ernie Brooks, Makoto Sato, joue en duo avec la harpiste Hélène Breschand et en trio avec Noël Akchoté et Jean-Marc Montera. Il participera à des lectures-performances avec le poète Charles Pennequin et le poète japonais Gozo Yoshimasu et Setsuko Chiba. Il a également joué ou sorti des disques avec Daunik Lazro, Roger Turner, Keiji Haino et Kawabata Makoto (membre fondateur du groupe Acid Mothers Temple). 
Il est l’auteur entre autres de la musique des films Royal Bonbon et Pitchipoï de Charles Najman, Gris-Blanc de Karim Dridi et La Mécanique des femmes de Jérôme de Missolz. Il travaille régulièrement avec le cinéaste Guy Girard.
En 2020, il retrouve les disques nato pour la réalisation d' À tort et au travers en trio avec Antonin Rayon et Mark Kerr